# Slovačka kruna
Slovačka kruna (slk. Slovenská koruna; kratica: Sk, ISO-kôd: SKK) bila je novčana jedinica Slovačke, u upotrebi od neovisnost do zamjene eurom. Uvedena je 8. veljače 1993., a po standardu ISO 4217 oznaka je bila SKK. Kruna se dijelila na 100 halera. Za poslove oko novčanica odgovorna je bila Slovačka narodna banka.
Dana 1. siječnja 2009. Slovačka kruna zamijenjena je eurom u omjeru 1 euro = 30,126 kruna.

## Apoeni
Kovanice: 50 halera, te 1, 2, 5 i 10 kruna
Novčanice: 20, 50, 100, 200, 500, 1000, 5000 kruna.  